# Ochlerotatus
Ochlerotatus là một chi muỗi. Trước đây, chúng được xem là một phần của chi Aedes, về sau được tách thành 2 chi riêng biệt.

## Các loài
- Ochlerotatus cantator
- Ochlerotatus serratus
- Ochlerotatus sierrensis
- Ochlerotatus sticticus
- Ochlerotatus stimulans
- Ochlerotatus triseriatus